# Louis Bessems
Louis Bessems (25 september 1892 - plaats en datum van overlijden onbekend) was een Belgisch voetballer die speelde als middenvelder. Hij voetbalde in Eerste klasse bij Daring Club Brussel en speelde 13 interlands met het Belgisch voetbalelftal.

## Loopbaan
Bessems debuteerde in 1910 als middenvelder in het eerste elftal van Daring Club Brussel en verwierf er al spoedig een basisplaats. Met de ploeg, waarin onder meer ook Sylva Brébart speelde, werd Bessems tweemaal landskampioen (1912 en 1914) en eenmaal tweede (1913) voordat de Eerste Wereldoorlog uitbrak. Na de hervatting van de competitie in 1919 bleef hij er nog voetballen tot in 1924 toen hij een punt zette achter zijn spelersloopbaan op het hoogste niveau. In totaal speelde Bessems 126 wedstrijden in Eerste klasse en scoorde hierbij 26 doelpunten.
Tussen 1913 en 1923 speelde Bessems 13 wedstrijden met het Belgisch voetbalelftal. Hij scoorde hierbij één doelpunt, in zijn allereerste wedstrijd tegen Frankrijk op 16 februari 1913 die met 3-0 werd gewonnen.